# Кваху
Кваху (англ. Kwahu) — плато на юге Ганы длиной 260 км. Оно образует водораздел страны, разделяющей две основные сети рек (реку Пра и Вольта) в странах этого региона. Средняя высота плато около 460 м. Высшая точка — гора Аквава (788 метров над уровнем моря). Плато рассечено множеством долин, на юге переходит в лес, для которого является барьером для харматана. В западной части выращивается какао, в восточной — овощи. Наиболее важные населённые пункты, расположенные на плато, — Уэнчи, Мампонг, Мпраесо, Абетифи.
- Река Пра и плато Кваху